# Flugkål
Flugkål (Apocynum androsaemifolium) är en oleanderväxtart. Flugkål ingår i släktet Apocynum och familjen oleanderväxter.

## Underarter
Arten delas in i följande underarter:
- A. a. androsaemifolium
- A. a. pumilum
- A. a. griseum
- A. a. incanum
- A. a. intermedium
- A. a. tomentellum
- A. a. woodsonii